# Gannarve skeppssättning

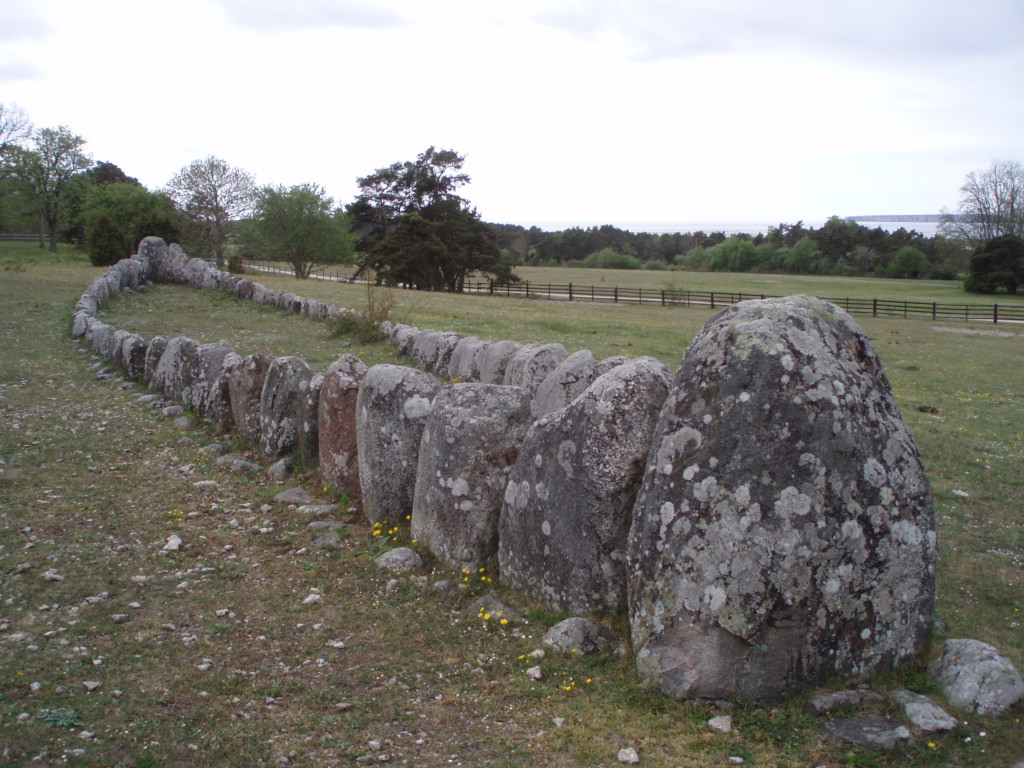
Vy mot Östersjön och Lilla Karlsö

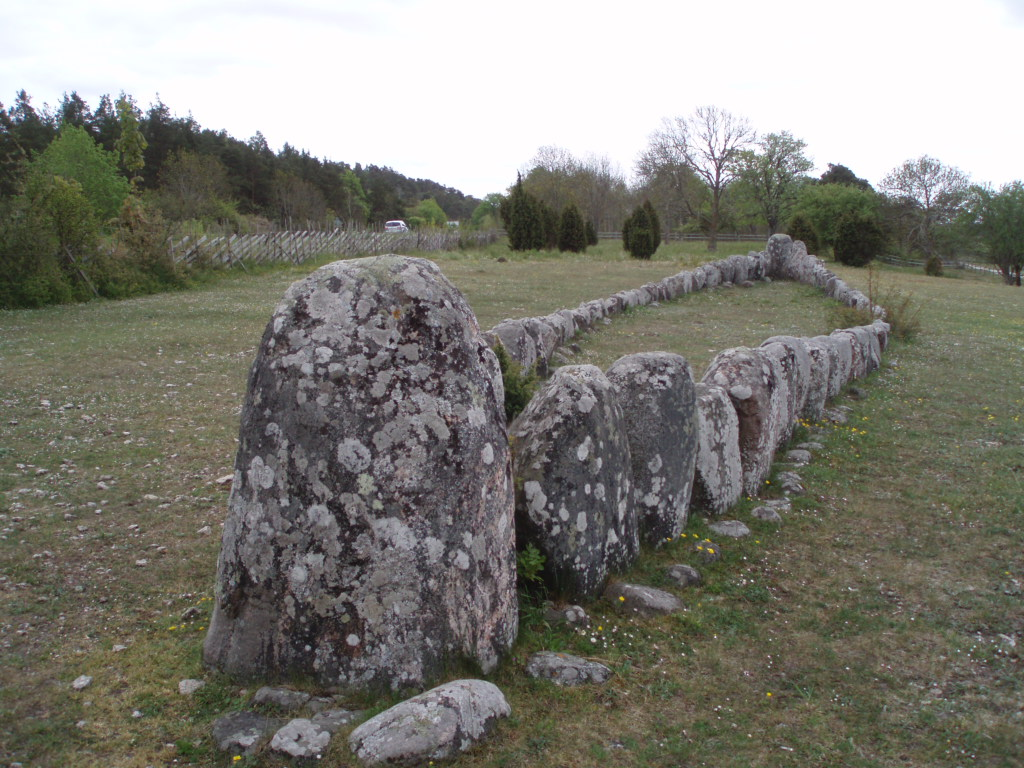
Vy mot väg 140

Gannarve skeppssättning ligger i Fröjels socken söder om Klintehamn på Gotland. Den 29 meter långa och 5 meter breda skeppssättningen ligger i ett naturskönt landskap på ett fält nära Gannarve gård och med vidsträckt utsikt över Karlsöarna. Gannarveskeppet är ett gravmonument från yngre bronsåldern (1100-500 f.Kr.).
När Carl Gustav Gottfried Hilfeling 1799 besökte Gotland och då tecknade av skeppssättningen hade den sällskap av ännu en skeppssättning. Pehr Arvid Säve beskriver dock 1852 skeppssättningarna som förstörda. 1909 fanns bara stävstenarna till ett av skeppen kvar. Skeppet rekonstruerades 1959 efter en undersökning av stenarnas antal och läge.